# Петтерле, Лусия
Доктор Вера Лусия Таварес Петтерле (порт. Dr. Vera Lúcia Tavares Petterle; род. 31 октября 1949, Рио-де-Жанейро) — бразильский врач, фотомодель и королева красоты, выигравшая (впервые в истории Бразилии) конкурс «Мисс мира 1971 года». 
В настоящее время Лусия Петтерле продолжает свою благотворительную деятельность, помогая детям из малообеспеченных семей в свободное время, оказывая им посильную медицинскую помощь и занимаясь их медицинской и социальной реабилитацией.

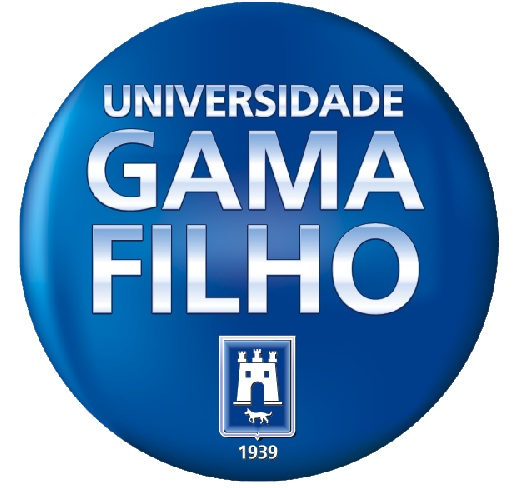
Лого альма-матер

Лусия Таварес Петтерле родилась в Рио-де-Жанейро 31 октября 1949 года. Подростковые годы она провела в городе Санта-Мария (Риу-Гранди-ду-Сул), где её отец нёс военную службу. Вернувшись в Рио, Лючия ради развлечения начала участвовать в конкурсах красоты, одновременно изучая медицину в Университете Гама Филью по специальности эндокринология. 
Л. Петтерле была избрана мисс Теннисный клуб Тижука (англ. Miss Tijuca Tennis Club), став последней, кто зарегистрировался на конкурс под давлением сверстников и выиграла титул Мисс штата Гуанабара. Представляя штат Гуанабара, она выиграла титул Мисс Бразилия на национальном конкурсе, что принесло ей право участвовать в качестве делегата от Бразилии на конкурсе Мисс Мира в британской столице. Она стала первой бразильянкой и четвертой женщиной из Южной Америки, выигравшей этот почётный титул.
После своего турне в качестве королевы, Лусия Таварес Петтерле вернулась в медицину, успешно окончила образование и стала врачом-эндокринологом.